# Динамо (стадион, Волгоград)
Стадион «Динамо» — универсальный спортивный комплекс, расположенный в Центральном районе Волгограда.

## История
До постройки стадиона на его месте находилась Сенная площадь, на которой располагался базар. Именно это место стало площадкой для тренировок и соревнований на открытом воздухе. Перед началом матчей раздвигались возы, расчищалось место соревнований, ставились шесты с верёвкой вместо перекладин, и игра начиналась. К весне 1924 года площадка была обнесена забором, были сделаны скамейки для зрителей
А к 1 мая 1924 года стадион, построенный комсомольцами и молодёжью на коммунистических субботниках был открыт. Стадион является первым спортивным сооружением города и первоначально имел название «Красный стадион».
Согласно другим данным стадион на Сенной площади был построен в апреле 1927 года, а в 1930 году был передан спортивному обществу «Динамо».
Территория спорткомплекса лежит внутри границ улиц Новороссийской, Балонина и Кубанской. Находится под патронажем волгоградского УФСБ. Был домашним стадионом для местной футбольной команды «Динамо». Также принимал различные всероссийские соревнования. Ранее являлся футбольно-легкоатлетическим. В настоящее время стадион имеет 8 легкоатлетических дорожек, одну трибуну вместимостью 2800 зрителей. В ходе проведённой в 2007—2009 годах реконструкции спортивное ядро стадиона было разделено на несколько площадок (для мини-футбола, баскетбола и др.) В 1970-х годах на территории стадиона был построен дом борьбы и тир, а в 1990-х — гандбольный манеж и теннисные корты. Часть территории стадиона (прилегающая к ул. Новороссийской) в 2000-х годах застроена под многоэтажный жилой дом.

## Интересные факты
Парадный вход и административное здание стадиона выполнены в стиле сталинского ампира. Ансамбль спорткомплекса стадиона «Динамо» является объектом культурного наследия регионального значения.
Ошибочно утверждают, что футбольный Матч «На руинах Сталинграда» состоялся на стадионе Динамо. На самом деле весной 1943 года стадион Динамо был полностью разрушен, а игра состоялась в районе Бекетовки.